# Соната для фортепиано № 23 (Бетховен)

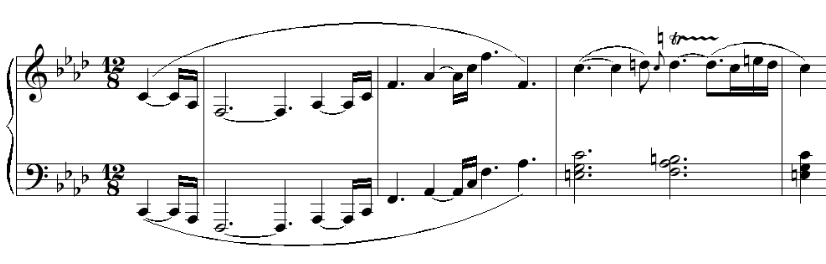
Начало первой части

Соната для фортепиано № 23 фа минор, op. 57 («Аппассионата») — сочинение Людвига ван Бетховена, одна из самых известных сонат композитора.  Сочинялась в течение 1803, 1804, 1805 и, возможно, 1806 годов. Впервые была опубликована в Вене в 1807 году с посвящением графу Францу Брунсвику. Название «Аппассионата» (итал. Appassionato — воодушевлённо, страстно, живо) было дано сонате гамбургским издателем Кранцем уже после смерти Бетховена.

## Анализ
В сонате три части:
1. Allegro assai
2. Andante con moto
3. Allegro ma non troppo — Presto

## Отзыв Ленина
В советское время соната приобрела особую известность благодаря словам В. И. Ленина о ней, записанным в 1924 году в очерке Максима Горького:
Как-то  вечером, в  Москве, на  квартире Е. П. Пешковой,  Ленин, слушая сонаты Бетховена в исполнении Исая Добровейна, сказал:
—  Ничего  не знаю  лучше «Appassionata», готов слушать её каждый день. Изумительная, нечеловеческая  музыка. Я  всегда с гордостью, может быть, наивной,  детской,  думаю:  вот  какие  чудеса  могут  делать  люди,
И, прищурясь, усмехаясь, он прибавил невесело:

— Но часто слушать музыку не могу,  действует на нервы, хочется милые глупости говорить и гладить по головкам людей, которые, живя в грязном аду, могут создавать такую красоту. А сегодня гладить по  головке никого нельзя — руку откусят, и надобно бить по головкам, бить безжалостно, хотя  мы, в  идеале, против  всякого насилия над людьми. Гм-м, — должность адски трудная.